# So Far, So Good... So What!
So Far, So Good... So What! este al treilea album de studio al trupei americane de thrash metal, Megadeth. Albumul a fost lansat pe 19 ianuarie 1988 de către casa de discuri Capitol Records. A fost singurul album al trupei înregistrat cu bateristul Chuck Behler și chitaristul Jeff Young, ambii fiind concediați din trupă la începutul anului 1989, la câteva luni de la finalizarea turneului mondial pentru promovarea albumului. So Far, So Good... So What! prezintă muzică interpretată în ritmuri rapide, cu abilitate tehnică; liric, vocalistul și chitaristul Dave Mustaine abordează o varietate de subiecte, inclusiv holocaustul nuclear și libertatea de exprimare. Până acum, So Far, So Good... So What! criticii au fost bine primiți de la lansarea sa, deși analiza retrospectivă a fost mai puțin favorabilă. A reușit să intre în primele top-treizeci ale Billboard 200 (deși nu a primit nicio piesă de radio comercială) și s-a înscris și în alte câteva țări. Albumul a fost în cele din urmă certificat cu platină de către RIAA și a indicat viitoarea ieșire a lui Megadeth de pe scena subterană.